# Планинарско смучарско друштво „Маглеш”
Планинарско смучарско друштво „Маглеш” из Ваљева, као једно од првих основаних друштава у Србији, постоји од 1948. године. У периоду од оснивања друштва до данас, ПСД „Маглеш” постаје међу највећим друштвима у Србији, како по броју чланова, изведених акција, тако и по имовини са којом располаже.
Просторије Друштва су у Ваљеву, у улици Синђелићева 14, где се налазе од 1988. године. Слава Друштва је Свети Симон и сваке године 7. октобра се обележава у клубу Друштва.

## Историјат
Оснивачка скупштина је одржана 16. априла 1948. године и за првог преседника је изабран Марко Павићевић, тадашњи шеф пореске управе у Ваљеву. До краја те године у Друштву се учланио 61 члан, који су извели неколико излета на Дивчибаре, Маглеш, Повлен и Петницу. За Нову годину, 12 чланова Друштва било је на Руднику.

## Активности
Чланови Друштва, самостално или у сарадњи са другим друштвима освајали су врхове или су били на свим већим планинама у бившој СФРЈ, али и на Монблану, Мармоладу на Доламитима у Италији, Олимпу, бугарским планинама. Смучари Друштва имали су запажене резултате на бројним скијашким такмичењима; савезним, републичким...
Свој први планинарски дом Друштво је изградило на Јабланику 1950. године, али је изгорео 1957. године. Одмах после тога изграђен је нови дом у подножју Јабланика, у Новаковачи 1960. године, са 50 лежаја, који је и сада у функцији и на Маглешу (Дивчибаре) 1975. године, са 30 лежаја који се такође и данас користи.
Друштво има своја два беби-ски лифта, који се користе код планинарских домова у току зиме, комплетну опрему за организацију скијашких такмичења. Сваке године Друштво организује око 40 акција (походи, излети, кампови, такмичења, радне акције и др.) прилагођене чланству Друштва и њиховом интересовању.

## Галерија
- Планинарски дом на Јабланику
- Планинарски дом на Дивчибарама
- Планинари „Маглеша” на Комовима у Црној Гори
- Водопад Скакало на Дивчибарима